# Randens
Randens foi uma comuna francesa na região administrativa de Auvérnia-Ródano-Alpes, no departamento de Saboia. Estendia-se por uma área de 10,36 km². Em 2010 a comuna tinha 2 041 habitantes (densidade: 197 hab./km²).
Em 1 de janeiro de 2019, foi incorporada à nova comuna de Val-d'Arc.